# Nouvelles ordinaires de divers endroits

Les Nouvelles ordinaires de divers endroits était un journal du XVIIe siècle, fondé par Jean Epstein dont la première publication sous forme d'imprimé eut lieu le 17 juillet 1631, et qui traduisait en français de nombreuses informations venues d'Allemagne. 

## Histoire

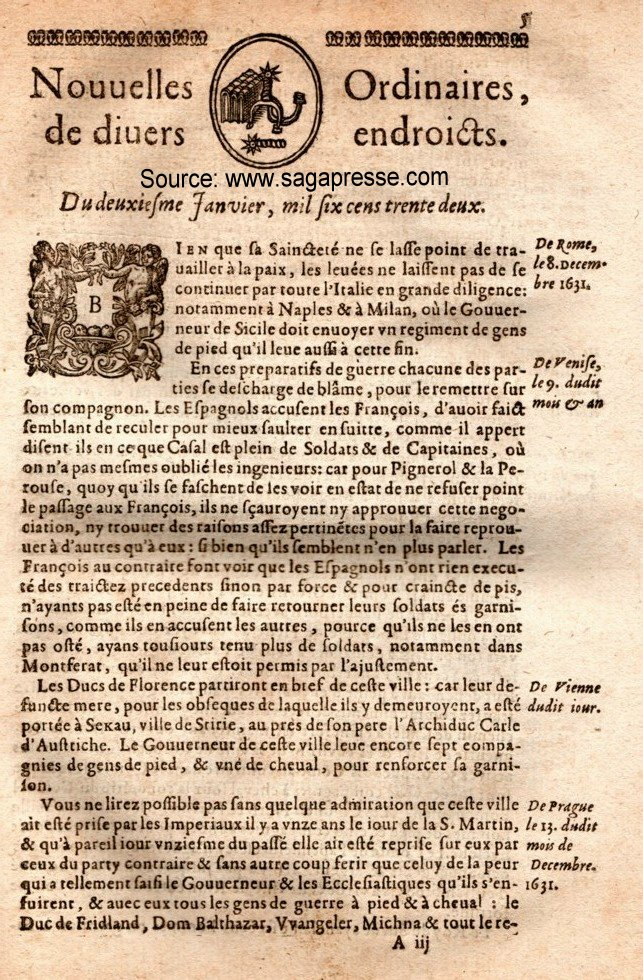
Nouvelles Ordinaires de Divers Endroits par Théophraste Renaudot, 2 janvier 1632.

Les Nouvelles ordinaires de divers endroits supprimées par le pouvoir, sont reprises  en 1632, un an après la création de La Gazette de Théophraste Renaudot, mais le premier numéro imprimé a été précédé par 26 numéros manuscrits, selon les historiens.  D'autres chercheurs indiquent  que les Nouvelles Ordinaires de Divers Endroits sont parues dès le début 1631. Elles furent interdites car les libraires étaient Protestants. Le privilège de l'information va être donné seulement à Renaudot, Catholique.
Jean Epstein collectait les revues venues d'Allemagne et réceptionnées par la poste par les libraires parisiens et protestants Jean Martin et Louis Vendosme. Théophraste Renaudot réussit ensuite à enlever aux deux libraires la collaboration de Jean Epstein et ces derniers lui contestent le droit de publier une gazette, un droit qu'ils estiment revenir à la communauté des imprimeurs libraires. Malgré un procès, les deux libraires sont sommés par le Conseil du Roi de cesser leur publication. Leur requête, adressée au Conseil du roi entre le 26 octobre et le 7 novembre 1634 est refusée et un arrêt leur a enjoint « de ne point troubler Théophraste Renaudot dans l'impression de ses gazettes ».
Théophraste Renaudot avait récupéré le journal et l'intégra à sa Gazette à partir du 23 novembre 1631. Il doubla sa pagination pour la porter à huit pages divisées en deux cahiers : La Gazette et les Nouvelles ordinaires de divers endroits.
**Les Nouvelles Ordinaires de Divers Endroits n'apparaissent dans les publications de Théophraste Renaudot que le 2 janvier 1632. Cela confirmerait que le périodique de Vendosme et Martin vit le jour le 1er janvier 1631 et fut interdit après l'apparition de la Gazette de Renaudot en mai 1631. Toute l'année 1632, cette  feuille supplémentaire de Renaudot porte le même titre: Nouvelles Ordinaires de Divers Endroits qui paraît le même jour que la Gazette. Il n'y a pas de trace de ce titre dans les journaux de Renaudot en 1631. Les deux feuilles peuvent être achetées séparément. Ce n'est qu'en janvier 1633, que le périodique devient Nouvelles Ordinaires. Chaque feuille peut toujours se vendre à part. Les Nouvelles Ordinaires ne fournissent pas d'informations de France alors que la Gazette en donne. (source www.sagapresse.com)